# Amber (AKIHIDEのアルバム)
『Amber』（アンバー）は、2013年6月5日にZAIN RECORDSから発売された
AKIHIDEの1枚目のオリジナルアルバム。

## 概要
BREAKERZのギタリスト、AKIHIDEが作詞・作曲・ギターのみならずボーカルも担当したソロ・デビュー作品。初回盤は「星の狂想曲」のプロモーション・ビデオと本作の完成までを追ったドキュメント映像を収録したDVD付きで、通常盤は「星の王子さま」をボーナストラックとして収録した。

## 収録曲
全曲　作詞・作曲・編曲：AKIHIDE（特記以外）
1. 涙の河
（ストリングスアレンジ：AKIHIDE・池田大介）
2. 愛しのヴァルキュリア
編曲：AKIHIDE・西川進（ストリングスアレンジ：MIZ）
3. 星の狂想曲
編曲：AKIHIDE・西川進
4. 黒猫のTango
5. 桜雨
（ストリングスアレンジ：AKIHIDE・池田大介）
6. サーカス
7. LION
（ストリングスアレンジ：AKIHIDE・池田大介）
8. マリア
9. 蜘蛛の糸
10. ダッシュ
11. Hello! Mr. Sadness
（ストリングスアレンジ：AKIHIDE・池田大介）
12. 星の王子さま（通常盤のみ）

## レコーディング参加
- 西川進 - ギター
- 二家本亮介 - ベース
- 土橋誠 - ドラム